# Alaigne
Alaigne  (en occitan ou catalan Alanha ) est une commune française située dans le département de l'Aude, en région Occitanie.
Sur le plan historique et culturel, la commune fait partie du Razès, un pays historiquement très étendu, qui ne se résume aujourd'hui qu'aux collines de la Malepère et au bas Razès au centre et au sud, limité par le pays de Sault. Exposée à un climat océanique altéré, elle est drainée par le Sou, le ruisseau de Brugairolles, l'Albane, le ruisseau de Maraing, le ruisseau de Verdeau et par un autre cours d'eau. La commune possède un patrimoine naturel remarquable composé d'une zone naturelle d'intérêt écologique, faunistique et floristique.
Alaigne est une commune rurale qui compte 331 habitants en 2022. Elle fait partie de l'aire d'attraction de Limoux. Ses habitants sont appelés les Alaignois ou  Alaignoises.

Ancien village médiéval, Alaigne est un village circulaire.

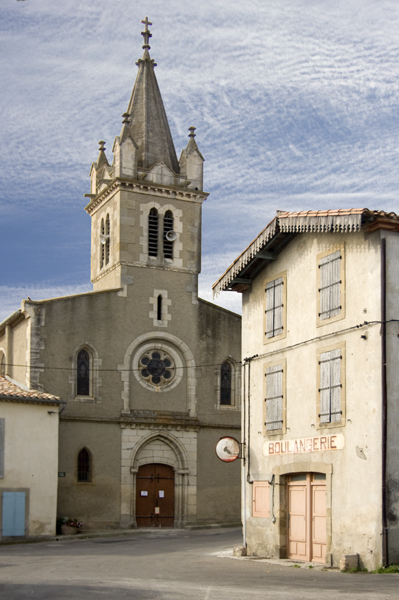
L'église d'Alaigne.

Le patrimoine architectural de la commune comprend un immeuble protégé au titre des monuments historiques : la porte de Pépi, inscrite en 1948.

## Géographie

### Localisation
Le village de la commune est une circulade située dans le Razès.
Les communes limitrophes sont  Bellegarde-du-Razès, Belvèze-du-Razès, Donazac, Loupia, Monthaut, Routier et Villelongue-d'Aude.
| Bellegarde-du-Razès | Belvèze-du-Razès |         |
| Monthaut            | Alaigne          | Routier |
| Villelongue-d'Aude  | Loupia           | Donazac |

### Géologie et relief
Alaigne se situe en zone de sismicité 2 (sismicité faible).

### Hydrographie
La commune est dans la région hydrographique « Côtiers méditerranéens », au sein du bassin hydrographique Rhône-Méditerranée-Corse. Elle est drainée par le Sou, le ruisseau de Brugairolles, l'Albane, le ruisseau de Maraing, le ruisseau de Verdeau et le ruisseau de l'Agrier, constituant un réseau hydrographique de 9 km de longueur totale,.
Le Sou, d'une longueur totale de 17,2 km, prend sa source dans la commune de Massac et s'écoule vers le nord. Il traverse la commune et se jette dans l'Orbieu à Vignevieille, après avoir traversé 4 communes.
Le ruisseau de Brugairolles, d'une longueur totale de 10,3 km, prend sa source dans la commune de Monthaut et s'écoule du sud-ouest vers le nord-est. Il traverse la commune et se jette dans le Sou à Brugairolles, après avoir traversé 4 communes.

### Climat
Pour des articles plus généraux, voir Climat de l'Occitanie et Climat de l'Aude.
En 2010, le climat de la commune est de type climat océanique altéré, selon une étude s'appuyant sur une série de données couvrant la période 1971-2000. En 2020, Météo-France publie une typologie des climats de la France métropolitaine dans laquelle la commune est dans une zone de transition entre le climat océanique altéré et le climat de montagne ou de marges de montagne et est dans la région climatique Pyrénées orientales, caractérisée par une faible pluviométrie, un très bon ensoleillement (2 600 h/an), un air sec, particulièrement en hiver et peu de brouillards.
Pour la période 1971-2000, la température annuelle moyenne est de 12,7 °C, avec une amplitude thermique annuelle de 15,7 °C. Le cumul annuel moyen de précipitations est de 856 mm, avec 10,7 jours de précipitations en janvier et 5,8 jours en juillet. Pour la période 1991-2020, la température moyenne annuelle observée sur la station météorologique installée sur la commune est de 14,0 °C et le cumul annuel moyen de précipitations est de 673,6 mm,. Pour l'avenir, les paramètres climatiques de la commune estimés pour 2050 selon différents scénarios d'émission de gaz à effet de serre sont consultables sur un site dédié publié par Météo-France en novembre 2022.
| Mois                                  | jan.             | fév.          | mars            | avril         | mai            | juin           | jui.            | août           | sep.            | oct.          | nov.          | déc.            | année      |
| ------------------------------------- | ---------------- | ------------- | --------------- | ------------- | -------------- | -------------- | --------------- | -------------- | --------------- | ------------- | ------------- | --------------- | ---------- |
| Température minimale moyenne (°C)     | 3,4              | 3,5           | 6               | 8             | 11,3           | 14,9           | 17,1            | 17,2           | 14,1            | 11,1          | 6,7           | 4,1             | 9,8        |
| Température moyenne (°C)              | 6,5              | 7,1           | 10,1            | 12,4          | 15,9           | 19,8           | 22,3            | 22,5           | 19              | 15            | 10            | 7,2             | 14         |
| Température maximale moyenne (°C)     | 9,6              | 10,6          | 14,2            | 16,9          | 20,5           | 24,8           | 27,6            | 27,9           | 24              | 19            | 13,3          | 10,3            | 18,2       |
| Record de froid (°C) date du record   | −16,8 16.01.1985 | −9,8 09.02.12 | −8,2 08.03.1971 | −1 10.04.1977 | 0,5 06.05.1985 | 6,5 17.06.1978 | 9,5 17.07.1973  | 7,4 03.08.1976 | 4 27.09.1972    | 0 25.10.03    | −6 22.11.1998 | −7,5 03.12.1973 | −16,8 1985 |
| Record de chaleur (°C) date du record | 20,2 13.01.04    | 24,2 27.02.19 | 25,5 21.03.1990 | 29,4 24.04.07 | 33,6 30.05.01  | 38,8 17.06.22  | 39,5 06.07.1982 | 41,4 13.08.03  | 35,5 07.09.1988 | 30,6 09.10.23 | 23,8 03.11.14 | 23 18.12.1989   | 41,4 2003  |
| Précipitations (mm)                   | 67,6             | 47,5          | 56,7            | 73            | 71,6           | 49,9           | 34,9            | 39,2           | 48,6            | 59,4          | 68            | 57,2            | 673,6      |

### Milieux naturels et biodiversité

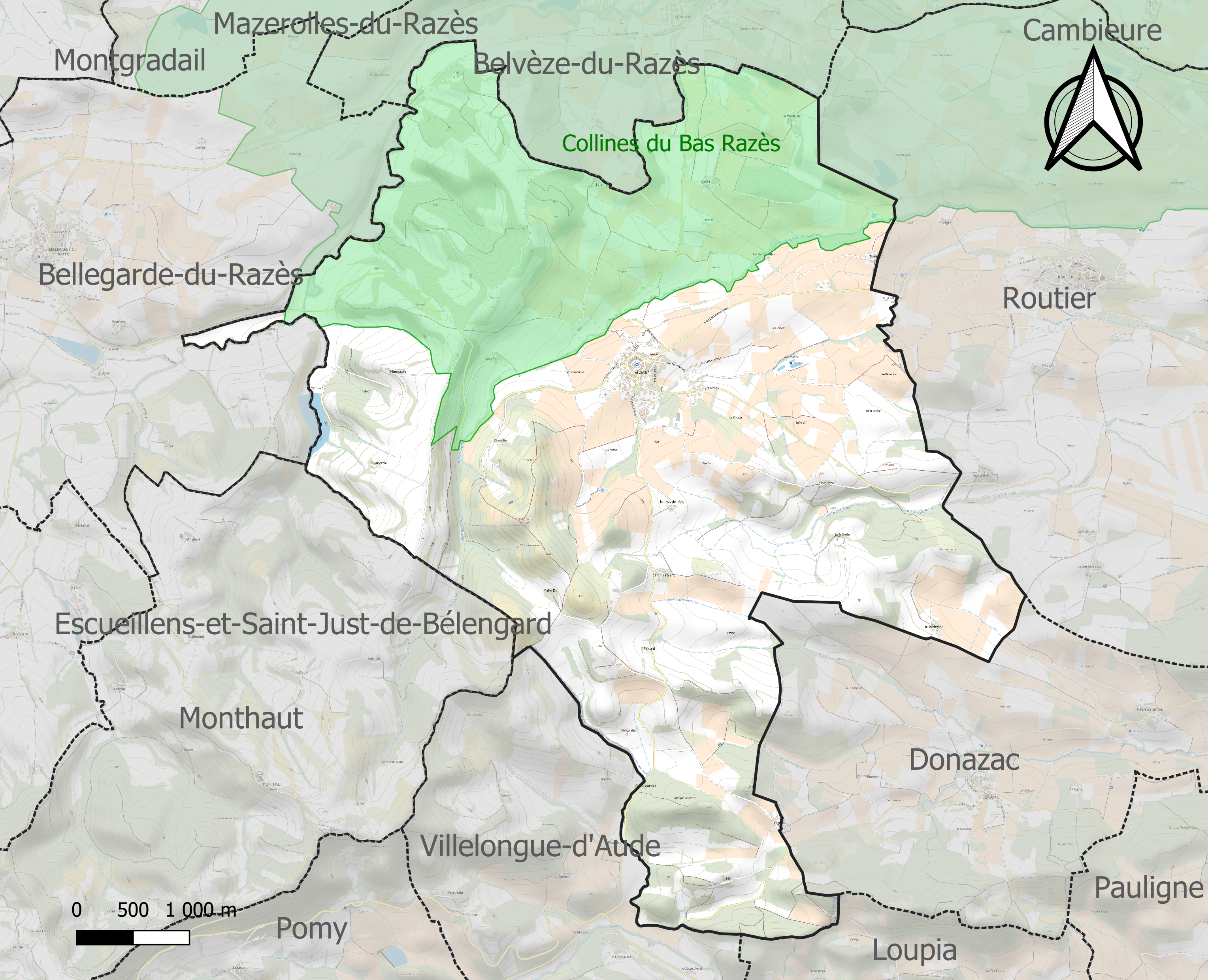
Carte de la ZNIEFF de type 1 localisée sur la commune.

L’inventaire des zones naturelles d'intérêt écologique, faunistique et floristique (ZNIEFF) a pour objectif de réaliser une couverture des zones les plus intéressantes sur le plan écologique, essentiellement dans la perspective d’améliorer la connaissance du patrimoine naturel national et de fournir aux différents décideurs un outil d’aide à la prise en compte de l’environnement dans l’aménagement du territoire. Une ZNIEFF de type 1 est recensée sur la commune : les « collines du Bas Razès » (3 551 ha), couvrant 13 communes du département.

## Urbanisme

### Typologie
Au 1er janvier 2024, Alaigne est catégorisée commune rurale à habitat dispersé, selon la nouvelle grille communale de densité à 7 niveaux définie par l'Insee en 2022.
Elle est située hors unité urbaine. Par ailleurs la commune fait partie de l'aire d'attraction de Limoux, dont elle est une commune de la couronne,. Cette aire, qui regroupe 39 communes, est catégorisée dans les aires de moins de 50 000 habitants,.

### Occupation des sols
L'occupation des sols de la commune, telle qu'elle ressort de la base de données européenne d’occupation biophysique des sols Corine Land Cover (CLC), est marquée par l'importance des territoires agricoles (82,5 % en 2018), en diminution par rapport à 1990 (84,2 %). La répartition détaillée en 2018 est la suivante : zones agricoles hétérogènes (43,7 %), cultures permanentes (36,6 %), forêts (12,8 %), milieux à végétation arbustive et/ou herbacée (3 %), prairies (2,1 %), zones urbanisées (1,7 %). L'évolution de l’occupation des sols de la commune et de ses infrastructures peut être observée sur les différentes représentations cartographiques du territoire : la carte de Cassini (XVIIIe siècle), la carte d'état-major (1820-1866) et les cartes ou photos aériennes de l'IGN pour la période actuelle (1950 à aujourd'hui).

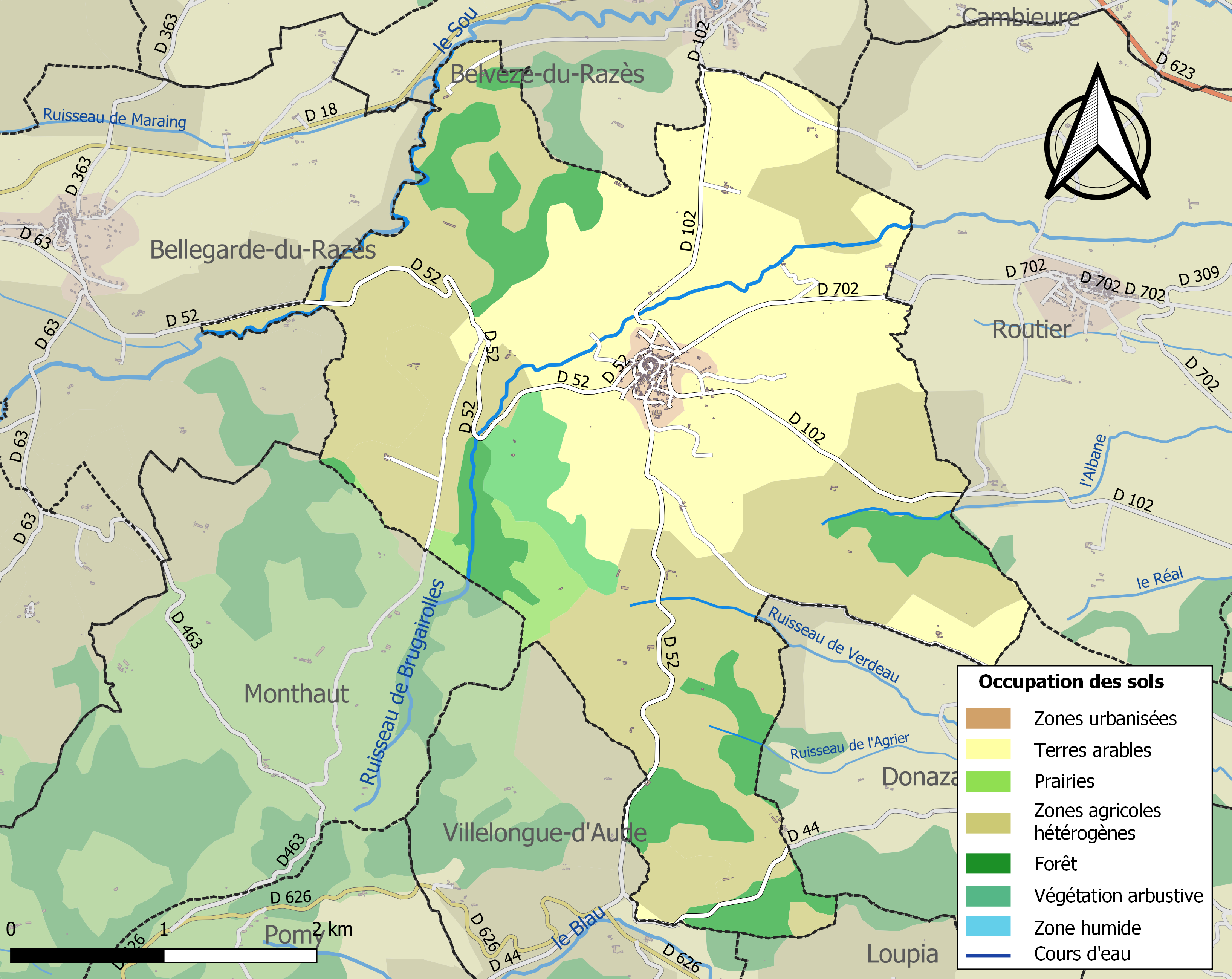
Carte des infrastructures et de l'occupation des sols de la commune en 2018 (CLC).

### Risques majeurs
Le territoire de la commune d'Alaigne est vulnérable à différents aléas naturels : météorologiques (tempête, orage, neige, grand froid, canicule ou sécheresse) et séisme (sismicité faible). Un site publié par le BRGM permet d'évaluer simplement et rapidement les risques d'un bien localisé soit par son adresse soit par le numéro de sa parcelle.

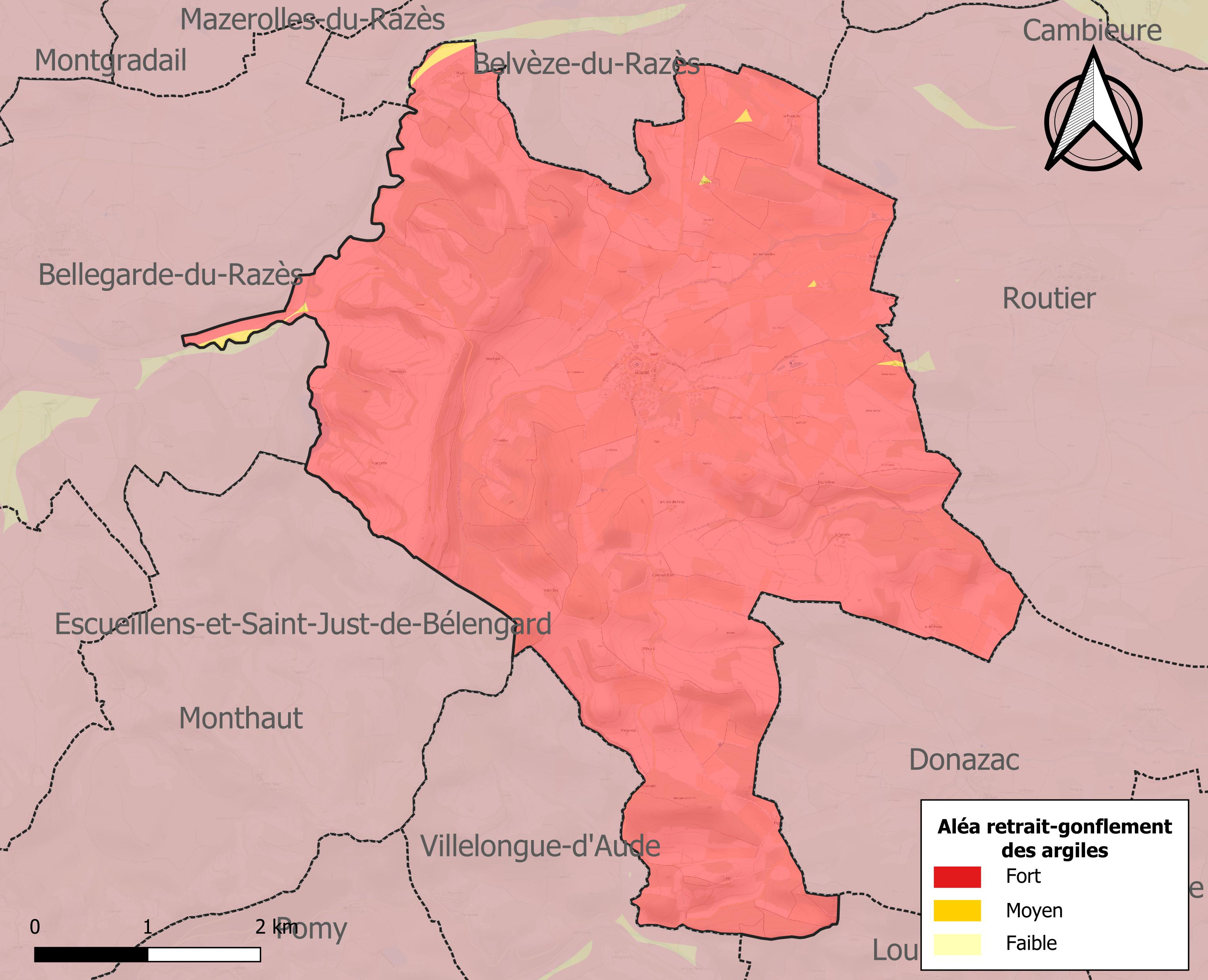
Carte des zones d'aléa retrait-gonflement des sols argileux d'Alaigne.

Le retrait-gonflement des sols argileux est susceptible d'engendrer des dommages importants aux bâtiments en cas d’alternance de périodes de sécheresse et de pluie. La totalité de la commune est en aléa moyen ou fort (75,2 % au niveau départemental et 48,5 % au niveau national). Sur les 201 bâtiments dénombrés sur la commune en 2019, 201 sont en aléa moyen ou fort, soit 100 %, à comparer aux 94 % au niveau départemental et 54 % au niveau national. Une cartographie de l'exposition du territoire national au retrait gonflement des sols argileux est disponible sur le site du BRGM,.

## Histoire
Avant la Révolution, Alaigne faisait partie avec Pieusse et Routier d'une baronnie de l'archevêque de Narbonne.

## Politique et administration

### Découpage territorial
La commune d'Alaigne est membre de la communauté de communes du Limouxin, un établissement public de coopération intercommunale (EPCI) à fiscalité propre créé le 2 décembre 2016 dont le siège est à Limoux. Ce dernier est par ailleurs membre d'autres groupements intercommunaux.
Sur le plan administratif, elle est rattachée à l'arrondissement de Limoux, au département de l'Aude, en tant que circonscription administrative de l'État, et à la région Occitanie.
Sur le plan électoral, elle dépend du canton de la Piège au Razès pour l'élection des conseillers départementaux, depuis le redécoupage cantonal de 2014 entré en vigueur en 2015, et de la troisième circonscription de l'Aude  pour les élections législatives, depuis le redécoupage électoral de 1986.

### Liste des maires
| Période                                  | Période  | Identité       | Étiquette | Qualité                                            |
| ---------------------------------------- | -------- | -------------- | --------- | -------------------------------------------------- |
| 1906                                     | 1912     | Urbain Frontil | Rad.      | Conseiller général du canton d'Alaigne (1889→1907) |
| avant 1988                               | ?        | Noël Calvet    |           |                                                    |
| 2001                                     | En cours | Jean Périllou  |           |                                                    |
| Les données manquantes sont à compléter. |          |                |           |                                                    |

## Population et société

### Démographie
| 1793 | 1800 | 1806 | 1821 | 1831 | 1836 | 1841 | 1846 | 1851 |
| ---- | ---- | ---- | ---- | ---- | ---- | ---- | ---- | ---- |
| 520  | 468  | 562  | 514  | 480  | 523  | 524  | 533  | 533  |

| 1856 | 1861 | 1866 | 1872 | 1876 | 1881 | 1886 | 1891 | 1896 |
| ---- | ---- | ---- | ---- | ---- | ---- | ---- | ---- | ---- |
| 542  | 545  | 467  | 508  | 503  | 517  | 559  | 598  | 578  |

| 1901 | 1906 | 1911 | 1921 | 1926 | 1931 | 1936 | 1946 | 1954 |
| ---- | ---- | ---- | ---- | ---- | ---- | ---- | ---- | ---- |
| 552  | 585  | 573  | 515  | 476  | 503  | 466  | 448  | 385  |

| 1962 | 1968 | 1975 | 1982 | 1990 | 1999 | 2005 | 2006 | 2010 |
| ---- | ---- | ---- | ---- | ---- | ---- | ---- | ---- | ---- |
| 406  | 385  | 366  | 330  | 290  | 300  | 297  | 327  | 340  |

| 2015 | 2020 | 2022 | - | - | - | - | - | - |
| ---- | ---- | ---- | - | - | - | - | - | - |
| 330  | 337  | 331  | - | - | - | - | - | - |

### Enseignement
Il existe une école primaire à Alaigne attenante à la mairie.

## Économie

### Revenus
En 2018  (données Insee publiées en septembre 2021), la commune compte 133 ménages fiscaux, regroupant 278 personnes. La médiane du revenu disponible par unité de consommation est de 18 200 € (19 240 € dans le département).

### Emploi
| Division       | 2008   | 2013   | 2018   |
| -------------- | ------ | ------ | ------ |
| Commune        | 9,5 %  | 17,4 % | 10,3 % |
| Département    | 10,2 % | 12,8 % | 12,6 % |
| France entière | 8,3 %  | 10 %   | 10 %   |

En 2018, la population âgée de 15 à 64 ans s'élève à 190 personnes, parmi lesquelles on compte 69 % d'actifs (58,7 % ayant un emploi et 10,3 % de chômeurs) et 31 % d'inactifs,. Depuis 2008, le taux de chômage communal (au sens du recensement) des 15-64 ans est inférieur à celui du département, mais supérieur à celui de la France.
La commune fait partie de la couronne de l'aire d'attraction de Limoux, du fait qu'au moins 15 % des actifs travaillent dans le pôle,. Elle compte 89 emplois en 2018, contre 90 en 2013 et 81 en 2008. Le nombre d'actifs ayant un emploi résidant dans la commune est de 116, soit un indicateur de concentration d'emploi de 76,7 % et un taux d'activité parmi les 15 ans ou plus de 46,7 %.
Sur ces 116 actifs de 15 ans ou plus ayant un emploi, 41 travaillent dans la commune, soit 35 % des habitants. Pour se rendre au travail, 76,5 % des habitants utilisent un véhicule personnel ou de fonction à quatre roues, 3,4 % les transports en commun, 11,7 % s'y rendent en deux-roues, à vélo ou à pied et 8,4 % n'ont pas besoin de transport (travail au domicile).

### Activités hors agriculture
27 établissements sont implantés  à Alaigne au 31 décembre 2019. Le tableau ci-dessous en détaille le nombre par secteur d'activité et compare les ratios avec ceux du département,. Le secteur de l'industrie manufacturière, des industries extractives et autres est prépondérant sur la commune puisqu'il représente 22,2 % du nombre total d'établissements de la commune (6 sur les 27 entreprises implantées  à Alaigne), contre 8,8 % au niveau départemental.

### Agriculture
La commune fait partie de la petite région agricole dénommée « Razès ». En 2010, l'orientation technico-économique de l'agriculture  sur la commune est la viticulture (appellation et autre).
|                                   | 1988 | 2000 | 2010 |
| --------------------------------- | ---- | ---- | ---- |
| Exploitations                     | 33   | 27   | 24   |
| Superficie agricole utilisée (ha) | 791  | 938  | 963  |

Le nombre d'exploitations agricoles en activité et ayant leur siège dans la commune est passé de 33 lors du recensement agricole de 1988 à 27 en 2000 puis à 24 en 2010, soit une baisse de 27 % en 22 ans. Le même mouvement est observé à l'échelle du département qui a perdu pendant cette période 52 % de ses exploitations. La surface agricole utilisée sur la commune a quant à elle augmenté, passant de 791 ha en 1988 à 963 ha en 2010. Parallèlement la surface agricole utilisée moyenne par exploitation a augmenté, passant de 24 à 40 ha.

## Culture locale et patrimoine

### Lieux et monuments
- Porte de Pépi.
- Porte d'Arres.
- Vestiges de la chapelle Sans-Nom d'Alaigne.
- Église Saint-Pierre d'Alaigne.

### Héraldique
| Blason | Blasonnement : D'argent, au lion léopardé de gueules accompagné de trois croissants du même. Commentaires : ce blason est celui du dernier archevêque de Narbonne, Arthur Richard Dillon. |

Les communes de Bize-Minervois, de Gruissan, de Pieusse et de Routier, qui sont aussi d'anciens fiefs de l'archevêque de Narbonne, ont les mêmes armoiries.